# Riccardo Terzo

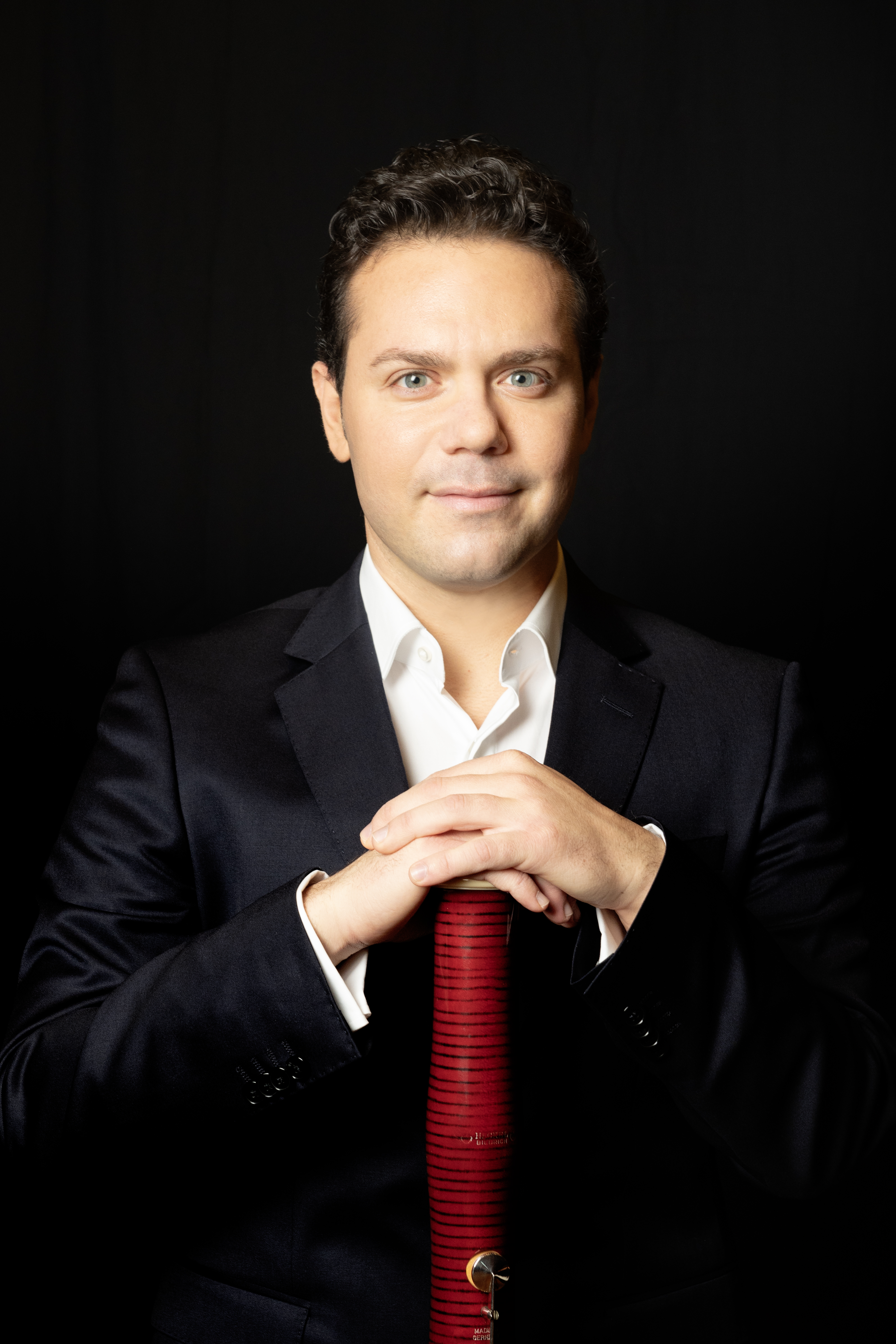
Riccardo Terzo

Riccardo Terzo (* 1990 in Palermo) ist ein italienischer Fagottist.

## Leben
Terzo wurde in Palermo als Sohn einer Sängerin und eines Fagottisten geboren. Er begann mit fünf Jahren Klavier zu spielen und lernte ab sieben Fagott bei Maurizio Barigione. Terzo machte das Klavierdiplom in Palermo und schloss 2006 seinen Fagott Master beim Marco Postinghel am Mozarteum mit Auszeichnung ab. Anschließend studierte er in München an der Hochschule für Musik und Theater unter Dag Jensen und seit 2014 an der Universität für Musik und darstellende Kunst Wien bei Stephan Turnovsky.

## Karriere
Mit 17 begann Terzo, im Jugendorchester der Europäischen Union zu spielen. Im gleichen Jahr wurde er in das Orchestra Giovanile Luigi Cherubini und das Gustav Mahler Jugendorchester aufgenommen. 2010 wurde Terzo Solo-Fagottist des Mozarteum-Orchesters Salzburg. Seit 2018 hat er diese Position beim Gewandhaus-Orchester Leipzig inne. Er spielt am Teatro Regio in Turin, bei den DR (Danish Radio Orchestra) bei den Münchner Philharmoniker und an der Wiener Staatsoper.
Terzo's Repertoire bietet Stücke von Vivaldi, Mozart, Hummel, Weber, Jolivet und Rossini sowie den beiden konzertanten Sinfonien von Mozart (Salzburg Festspiele) und Haydn. Er trat beim 6th International Chamber Music Festival in Zagreb 2011 auf und spielte mit den Salzburger Orchester Solisten und dem Trio Fagott Salzburg.
Terzo ist als Solist in vielen Ländern wie Italien, Deutschland, Österreich, Japan, Korea und Nordamerika tätig. Er gibt Masterclasses an der Anton Bruckner Universität in Linz, der Danish Royal Academy, der Hong Kong University, der Shanghai University und in Japan für Nonaka Boeki.
2019 war er in der Sendung Stars von morgen – präsentiert von Rolando Villazón zu sehen.

## Auszeichnungen
- 2016: 1. Preis Gillet-Fox Competition der International Double Reed Society[12]
- Rossini-Fagott-Wettbewerb 1. Preis[1]